# Ștefan Caraulan
Ștefan Caraulan (n. 2 februarie 1989) este un fotbalist moldovean, care în prezent evoluează la clubul Spicul Chișcăreni în Divizia „A”. Anterior a jucat la mai multe cluburi din Divizia Națională, printre care Dacia Chișinău și Zimbru Chișinău. În debutul carierei a jucat 10 meciuri cu Zimbru 2 Chișinău în Divizia „A”, marcând un gol.
A debutat la naționala Moldovei în 2012, într-un meci amical cu Venezuela, pierdut cu scorul de 4–0.